# 풀라 유라이 도브리라 대학교
풀라 유라이 도브리라 대학교(크로아티아어: Sveučilište Juraj Dobrile u Puli, 라틴어: Universitas studiorum Polensis Georgii Dobrila)는 크로아티아의 풀라에 위치한 공립 대학교이다. 2006년 설립되었다.

## 같이 보기
- 풀라